# Jean-Paul Régimbal
Pour les articles homonymes, voir Roger-E. Régimbal.
Le père Jean-Paul Régimbal, né le 4 juillet 1931 à North Bay (Ontario) et mort le 8 septembre 1988, est un prêtre catholique, rattaché à la communauté des Trinitaires (O.SS.T.). 

## Biographie
Prédicateur attirant les foules, il a fondé un centre de retraite à Granby et a contribué à la croissance du mouvement catholique charismatique. Il fut l'instigateur de quelques congrès qui ont attiré des milliers de personnes. Il est aussi un auteur du Québec connu pour ses opinions conspirationnistes, antimaçonniques et son opposition à la musique rock en général à cause des messages subliminaux qui se trouveraient d'après lui dissimulés dans la musique ou les paroles. Benoît Domergue a repris une partie de sa thématique.
Il repose depuis ses funérailles dans la ville de Granby (Québec) au Canada,.

## Œuvres

### Livres
- La révolution de l'amour, Éd. Stanké, 1981
- Le Rock'n roll : Viol de la conscience par les messages subliminaux, 1983  (ISBN 2-891293916).
- Le renouveau charismatique et le problème de l’occultisme, Éd. Jésus rassemble son peuple, 1994
- Les charismes... Cadeaux du Saint-Esprit, Éd. Jésus rassemble son peuple, 1994
- Huit fois bienheureux, Pneumathèque Burtin, 1996 (lire en ligne)

### Conférences écrites
- Dieu est amour et Trinité
- Les Béatitudes
- Marie de Nazareth
- Prédication eucharistique : La source de l’unité

et d'autres, voir le site de la fondation.

### K7
- La Découverte de la vie dans l’esprit
- Pastorale auprès des malades et des mourants
- Les Illuminatis
- Rock'n roll. Viol de la conscience par les messages subliminaux

### Vidéos
- L’Amour de Dieu
- Sacrement du pardon/du mariage
- L’Esprit de l’évangélisation
- La Croissance dans l’esprit